# Gaetano Lanfranchi
Gaetano Lanfranchi, född 8 april 1901 i Palazzolo sull'Oglio i Lombardiet, död 8 april 1983 i Brescia i Lombardiet, var en italiensk bobåkare. Han deltog vid olympiska vinterspelen 1932 i Lake Placid i tvåmansbob och placerade sig på plats nummer 8 och i fyrmansbob och kom i den tävlingen på femte plats. Han var bror till Agostino Lanfranchi.